# Chojeczno-Cesarze
Chojeczno-Cesarze (prononciation : [xɔˈjɛt͡ʂnɔ t͡sɛˈsaʐɛ]) est un village de polonais, situé dans la gmina de Grębków de la Powiat de Węgrów et dans la voïvodie de Mazovie dans le centre-est de la Pologne.
Le village possède une population d'environ 100 habitants en 2005.

## Histoire
De 1975 à 1998, le village appartenait à la voïvodie de Siedlce.